# Streleț, Stara Zagora
Streleț (în bulgară Стрелец) este un sat în comuna Stara Zagora, regiunea Stara Zagora,  Bulgaria. 

## Demografie
Componența etnică a satului Streleț
     Bulgari (97,2%)
     Nicio identificare (2,79%)
     Altele (0%)
La recensământul din 2011, populația satului Streleț era de 143 locuitori. Din punct de vedere etnic, majoritatea locuitorilor (97,2%) erau bulgari. Pentru 2,79% din locuitori nu este cunoscută apartenența etnică.